# Nereis pseudomoniliformis
Nereis pseudomoniliformis är en ringmaskart som beskrevs av Santos och Lana 2003. Nereis pseudomoniliformis ingår i släktet Nereis, och familjen Nereididae. Inga underarter finns listade i Catalogue of Life.